# Head in the Clouds
Head in the Clouds es una película inglesa, dirigida por John Duigan y estrenada en 2004. La historia se desarrolla durante la guerra civil española y la Segunda Guerra Mundial, y narra la relación amorosa de los tres personajes principales y como sus destinos se entrelazan durante un periodo de catorce años.
La película se tituló Juegos de mujer en España y Días de pasión en Hispanoamérica. En Estados Unidos, la MPAA le otorgó la clasificación por edades "R" (que restringe el visionado de la película a los adultos o menores de 17 acompañados) debido a su lenguaje explícito, las escenas sexuales y la violencia.

## Sinopsis
La historia se desarrolla en el año 1933, cuando el personaje irlandés Guy Malyon (Stuart Townsend), quien es hijo de un policía, acepta una beca para asistir a la Universidad de Cambridge.
En una noche lluviosa, Gilda Bessé (Charlize Theron) irrumpe sorpresivamente en el dormitorio de Malyon y de esta forma entra a formar parte de la vida de él. A partir de este momento, los protagonistas inician un tórrido romance. Bessé es una mujer con un gran atractivo físico, perteneciente a una familia aristocrática y con una fuerte inclinación por los placeres hedonísticos. Su madre es norteamericana y su padre es francés. 
La muerte repentina de la madre de Bessé, obliga a esta a viajar a Francia. A partir de ese momento, la pareja se separa tomando caminos distintos. Bessé se dedica a la fotografía en la capital francesa, mientras que Malyon se desempeña como profesor de una escuela británica. Años más tarde Malyon se queda admirado al vislumbrar a Bessé actuando como extra en un filme de Hollywood. Para su sorpresa, ella le escribe una carta, en la que le invita a París, donde está obteniendo fama en el mundo artístico a través de sus inusuales fotografías. Bessé comparte su departamento con una modelo refugiada llamada Mía (Penélope Cruz), de nacionalidad española. Su vida ha cambiado, ella tiene varios amantes, pero cuando Guy se muda a vivir con ella, la relación se consolida nuevamente.  
Con el inicio de la guerra civil española, Malyon y Mía se ven obligados a unirse a la lucha contra el fascismo. Por el contrario, Bessé intenta mantener su estilo de vida y su trabajo a pesar de lo que sucede a su alrededor y no le conciernen los sucesos políticos o la historia. No obstante, ruega a Mía y Malyon que permanezcan en París, pero sus súplicas fracasan. Esta situación causa que los tres se separen. 
Malyon se une al ejército contra el fascismo y Mía se convierte en enfermera. Una noche, los senderos de Mía y Malyon se cruzan nuevamente. Mía le confiesa a Malyon que ella fue la amante secreta de Bessé y ambos pasan la noche juntos. Al día siguiente, Mía muere a causa de una mina terrestre y Malyon retorna a París, donde es rechazado por Bessé. Nuevamente se separan.
Después de seis años, Malyon se encuentra trabajando como espía en París para el servicio secreto británico. Se sorprende al saber que Bessé aún vive en su departamento y que ahora es amante de un oficial nazi (Thomas Kretschmann). Malyon decide pasar una noche con Bessé poniendo en riesgo a su persona y a su unidad secreta. A la mañana siguiente ella le dice a Malyon que su relación está terminada y que nunca más volverán a verse. Él se sorprende por la frialdad de su amante y regresa a su rutina de espía. Faltando pocos días para el Día D, Malyon acude a una cita con un contacto en una cafetería de París. Sin embargo, encuentra a Bessé esperándole, y esta le advierte que la reunión es una trampa y lo ayuda a escapar. Esa noche, Malyon destruye con la ayuda de sus camaradas una estación de tren, pero únicamente él sobrevive a la misión. 
Guy regresa a Londres y descubre que Bessé está afiliada desde hace varios años con la inteligencia británica. Una vez que la ocupación nazi finaliza, el pueblo francés humilla públicamente a los traidores a Francia, y Bessé teme a ser torturada por ser supuestamente simpatizante nazi. En vista de los violentos acontecimientos que se desarrollan en Francia, Malyon regresa a París para buscar a Bessé, en una lucha contra el tiempo y con la esperanza de reunirse nuevamente con ella.
A través de la película se hace hincapié en el título original, Head in the clouds, y el personaje de Bessé luchará por vencer su debilidad por los placeres terrenales y buscará la liberación.

## Reparto
| Actor / Actriz            | Personaje            |
| ------------------------- | -------------------- |
| Charlize Theron           | Gilda Bessé          |
| Penélope Cruz             | Mía                  |
| Stuart Townsend           | Guy Malyon           |
| Thomas Kretschmann        | Mayor Franz Bietrich |
| Steven Berkoff            | Charles Bessé        |
| David La Haye             | Lucien               |
| Karine Vanasse            | Lisette              |
| Gabriel Hogan             | Julian Elsworth      |
| Peter Cockett             | Max                  |
| Linda Tomassone           | Molly Twelvetrees    |
| Julian Casey              | Winston              |
| Lisa Bronwyn Moore        | Davina               |
| Sophie Desmarais          | Élodie               |
| Éloïsa Laflamme-Cervantes | Julie                |
| Frank Fontaine            | Unwin                |
| Vanya Rose                | Venetia              |
| Amy Sloan                 | Linda                |
| Sven Eriksson             | Centurion            |
| Allen Altman              | Raúl                 |
| Mark Antony Krupa         | Goltz                |
| Judith Baribeau           | Pascale              |
| John Robinson             | David Beamish        |
| Elizabeth Whitmere        | W.R.A.C.             |

## Banda sonora
| Título de la canción           | Intérprete                         |
| ------------------------------ | ---------------------------------- |
| "Parlez-moi d'amour"           | Lucienne Boyer                     |
| "My Girl's Pussy"              | John Duigan                        |
| "Blue Drag"                    | The John Jorgenson Quintet         |
| "Minor Swing"                  | The John Jorgenson Quintet         |
| "Big Jim Blues"                | Jean Robitaille                    |
| "Noël Nouvelet"                | La petite Bande de Montréal        |
| "La rumba d'amour"             | Simón Rodríguez                    |
| "Robin des bois"               | Francis López                      |
| "Vous qui passez sans me voir" | Jean Sablon                        |
| "Rick & Pussy"                 | Jacques Aubran y Jacotte Perrier   |
| "La litanie à la vierge"       | Les Petits Chanteurs du Mont-Royal |

## Ubicación
El rodaje de la película se realizó en tres países distintos, Inglaterra, Canadá, y Francia. En Inglaterra la mayoría de escenas fueron filmadas en Londres y Cambridge, en Canadá se realizaron escenas en Montreal, donde se reprodujeron todos los interiores parisinos y finalmente las escenas en Francia fueron filmadas en la ciudad de París. Algunas de las escenas fueron rodadas en la universidad de Cambridge.

## Premios
| Año  | Resultado | Premio                                      | Categoría |
| ---- | --------- | ------------------------------------------- | --- |
| 2005 | Ganador   | Canadian Society of Cinematographers Awards | Mejor Fotografía - Paul Sarossy |
| 2005 | Ganador   | Genie Awards                                | Mejor Fotografía - Paul Sarossy Mejor Vestuario - Mario Davignon Mejor Edición - Dominique Fortin Mejor Música - Terry Frewer                                                                                                 |
| 2005 | Nominado  | Genie Awards                                | Dirección - Jonathan Lee y Gilles Aird Mejor Sonido - Pierre Blain, Jocelyn Caron, Michel Descombes y Gavin Fernandes Mejor Edición de Sonido - Marcel Pothier, Natalie Fleurant, Guy Francoeur, Antoine Morin, Guy Pelletier |
| 2005 | Nominado  | Jutra Awards                                | Mejor Vestuario - Mario Davignon |
| 2005 | Ganador   | Milan International Film Festival           | Mejor Película - John Duigan |